# Katarina Srebotniková
Katarina Srebotniková (slovinsky: Katarina Srebotnik, * 12. březen 1981, Slovinský Hradec, Slovinsko, tehdy Jugoslávie) je slovinská profesionální tenistka, která v roce 2010 ukončila singlovou kariéru a věnuje se pouze čtyřhře. Po zisku premiérového grandslamu v ženské čtyřhře ve Wimbledonu 2011 se spolu se spoluhráčkou Květou Peschkeovou staly 4. července světovými jedničkami na deblovém žebříčku WTA. Ve své dosavadní kariéře vyhrála na okruhu WTA Tour čtyři singlové a třicet devět deblových turnajů. V rámci okruhu ITF získala šest titulů ve dvouhře a devatenáct ve čtyřhře.
Na žebříčku WTA byla ve dvouhře nejvýše klasifikována v srpnu 2006 na 20. místě a ve čtyřhře pak v červenci 2011 na 1. místě.
Zvítězila na pěti grandslamech ve smíšené čtyřhře – Australian Open 2011, French Open 1996, 2006 a 2010 a US Open 2003. V ženské čtyřhře, v níž si zahrála finále na French Open, ve Wimbledonu a na US Open, vytvořila stálou dvojici s Češkou Květou Peschkeovou a společně se probojovaly do finále Turnaje mistryň 2010 a 2011. Finále závěrečné události sezóny také prohrála se spoluhráčkou Ai Sugijamovou v roce 2007.
Ve slovinském fedcupovém týmu debutovala v roce 1997 jako 16letá utkáním čtyřhry zónou Evropy a Afriky proti Lotyšsku, v němž po boku Tiny Križanová dokázala ve dvou sadách porazit pár Anna Barinovová a Agnese Gustmaneová. Slovinky v sérii zvítězily celkově 3:0 na zápasy. Do roku 2015 v soutěži nastoupila ke třiceti dvěma mezistátním utkáním s bilancí 19–12 ve dvouhře a 14–8 ve čtyřhře.
V září 2021 byla zapsána do Guinnessovy knihy rekordů,  když vůbec jako první tenistka v historii dokázala zvítězit při turnajových debutech ve dvouhře, čtyřhře i mixu. V dubnu 1998 zvítězila ve čtyřhře v Makarske, další rok v Estorilu ve dvouhře a o měsíc později na French Open ve smíšené čtyřhře. V době posledního triumfu jí bylo teprve 18 let a 83 dní.

## Tenisová kariéra

### 2011
V sezóně 2011 pokračovala v deblové spolupráci s Květou Peschkeovou. 4. července se poprvé v kariéře obě hráčky staly světovými jedničkami. Během sezóny získaly šest titulů.
První titul vyhrály na ASB Classic, když ve finále zdolaly dvojici Sofia Arvidssonová a Marina Erakovićová 6–3, 6–0. Poté přišel triumf na Qatar Ladies Open po finálovém vítězství nad párem Liezel Huberová a Naděžda Petrovová 7–5, 6–7(2–7), [10–8]. Třetí titul si připsaly na AEGON International po finálové výhře Huberovou a Raymondovou 6–3, 6–0.

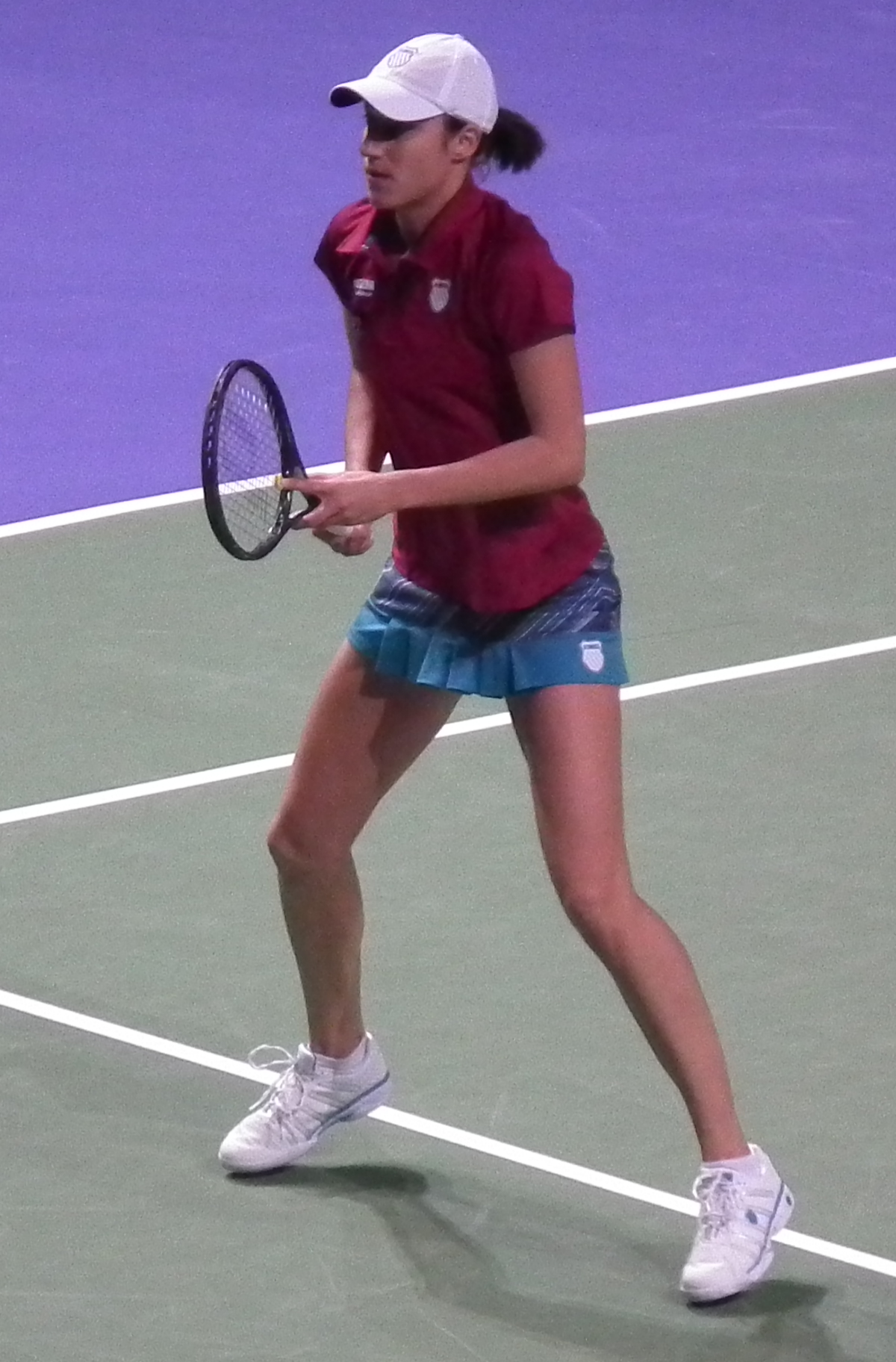
Srebotniková na turnaji mistryň 2011

Debutový grandslamový vavřín v ženské čtyřhře si připsaly ve Wimbledonu po hladkém průběhu rozhodujícího zápasu o titul proti Sabine Lisické a Samanthě Stosuruvé 6–3, 6–1. Následně triumfovaly na Mercury Insurance Open, když na ně ve finále nestačila americká dvojice Raquel Kopsová-Jonesová a Abigail Spearsová 6–0, 6–2. Poslední šestý titul přišel na události druhé nejvyšší kategorie okruhu China Open, když v boji o titul přehrály bývalé světové jedničky Giselu Dulkovou a Flaviu Pennettaovou 6–3, 6–4.
Kromě toho si zahrály další tři finále, z nichž odešly jako poražené. Jednalo se o Medibank International Sydney, když ve finále podlehly českému páru Iveta Benešová a Barbora Záhlavová-Strýcová, dále na Dubai Tennis Championships nestačily na Huberovou a Martínezovou Sánchezovou a konečně na Mutua Madrileña Madrid Open podlehly dvojici Viktoria Azarenková a Maria Kirilenková. Pár se probojoval do semifinále na Australian Open a ve čtvrtfinále skončil jak na French Open, tak US Open. Srebotniková navíc spolu s Danielem Nestorem získala titul ve smíšené čtyřhře na Australian Open.
Na Turnaj mistryň vstupovaly jako první nasazené. Prohrály ve finále s americkou dvojicí Huberová a Raymondová.

## Ocenění
2011
- WTA – členka nejlepšího páru roku
- ITF – členka nejlepšího páru roku

## Finálová utkání na turnajích Grand Slamu

### Ženská čtyřhra: 5 (1–4)
| Stav       | Rok  | Turnaj          | Povrch | Spoluhráčka      | Soupeřky ve finále                   | Výsledek      |
| ---------- | ---- | --------------- | ------ | ---------------- | ------------------------------------ | ------------- |
| Finalistka | 2006 | US Open         | tvrdý  | Dinara Safinová  | Nathalie Dechyová Věra Zvonarevová   | 6–7, 5–7      |
| Finalistka | 2007 | French Open     | antuka | Ai Sugijamová    | Alicia Moliková Mara Santangelová    | 6–7, 4–6      |
| Finalistka | 2007 | Wimbledon       | tráva  | Ai Sugijamová    | Cara Blacková Liezel Huberová        | 6–3, 3–6, 2–6 |
| Finalistka | 2010 | French Open (2) | antuka | Květa Peschkeová | Serena Williamsová Venus Williamsová | 2–6, 3–6      |
| Vítězka    | 2011 | Wimbledon       | tráva  | Květa Peschkeová | Sabine Lisická Samantha Stosurová    | 6–3, 6–1      |

### Smíšená čtyřhra: 11 (5–6)
| Stav       | Rok  | Turnaj          | Povrch | Spoluhráč      | Soupeři ve finále                  | Výsledek              |
| ---------- | ---- | --------------- | ------ | -------------- | ---------------------------------- | --------------------- |
| Vítězka    | 1999 | French Open     | antuka | Piet Norval    | Larisa Neilandová Rick Leach       | 6–3, 3–6, 6–3         |
| Finalistka | 2002 | US Open         | tvrdý  | Bob Bryan      | Lisa Raymondová Mike Bryan         | 6–7, 6–7              |
| Vítězka    | 2003 | US Open         | tvrdý  | Bob Bryan      | Lina Krasnorucká Daniel Nestor     | 5–7, 7–5, 7–6(7–5)    |
| Finalistka | 2005 | US Open         | tvrdý  | Nenad Zimonjić | Daniela Hantuchová Mahesh Bhupathi | 4–6, 2–6              |
| Vítězka    | 2006 | French Open (2) | antuka | Nenad Zimonjić | Jelena Lichovcevová Daniel Nestor  | 6–3, 6–4              |
| Finalistka | 2007 | French Open     | antuka | Nenad Zimonjić | Nathalie Dechyová Andy Ram         | 5–7, 3–6              |
| Finalistka | 2008 | French Open     | antuka | Nenad Zimonjić | Viktoria Azarenková Bob Bryan      | 2–6, 6–7(4–7)         |
| Finalistka | 2008 | Wimbledon       | tráva  | Mike Bryan     | Samantha Stosurová Bob Bryan       | 5–7, 4–6              |
| Vítězka    | 2010 | French Open (3) | antuka | Nenad Zimonjić | Jaroslava Švedovová Julian Knowle  | 4–6, 7–6(7–5), [11–9] |
| Vítězka    | 2011 | Australian Open | tvrdý  | Daniel Nestor  | Čan Jung-žan Paul Hanley           | 6–3, 3–6, [10–7]      |
| Finalistka | 2011 | French Open     | antuka | Nenad Zimonjić | Casey Dellacquová Scott Lipsky     | 6–7(6–8), 6–4, [7–10] |

## Finálová utkání na Turnajích mistryň

### Ženská čtyřhra: 3 (0–3)
| Stav       | Rok  | Místo konání      | Povrch    | Spoluhráčka      | Soupeřky ve finále                | Výsledek         |
| ---------- | ---- | ----------------- | --------- | ---------------- | --------------------------------- | ---------------- |
| Finalistka | 2007 | Madrid, Španělsko | tvrdý (h) | Ai Sugijamová    | Cara Blacková Liezel Huberová     | 7–5, 3–6, [8–10] |
| Finalistka | 2010 | Dauhá, Katar      | tvrdý     | Květa Peschkeová | Gisela Dulková Flavia Pennettaová | 5–7, 4–6         |
| Finalistka | 2011 | Istanbul, Turecko | tvrdý (h) | Květa Peschkeová | Liezel Huberová Lisa Raymondová   | 4–6, 4–6         |

## Finálové účasti na turnajích WTA Tour
| Legenda                                           |
| ------------------------------------------------- |
| D – dvouhra; Č – čtyřhra                          |
| Grand Slam (1–4 Č)                                |
| WTA Tour Championships (0–3 Č)                    |
| Tier I / Premier Mandatory & Premier 5 (9–12 Č)   |
| Tier II / Premier (0–1 D; 14–12 Č)                |
| Tier III, IV & V / International (4–5 D; 15–12 Č) |

### Dvouhra: 10 (4–6)
| Stav       | Č. | Datum             | Turnaj                    | Povrch | Soupeřka ve finále            | Výsledek           |
| ---------- | -- | ----------------- | ------------------------- | ------ | ----------------------------- | ------------------ |
| Vítězka    | 1. | 11. dubna 1999    | Estoril, Portugalsko      | antuka | Rita Kutiová-Kisová           | 6–3, 6–1           |
| Finalistka | 1. | 24. února 2002    | Bogotá, Kolumbie          | antuka | Fabiola Zuluagová             | 1–6, 4–6           |
| Vítězka    | 2. | 3. března 2002    | Acapulco, Mexiko          | antuka | Paola Suárezová               | 6–7(1–7), 6–4, 6–2 |
| Finalistka | 2. | 13. července 2003 | Palermo, Itálie           | antuka | Dinara Safinová               | 3–6, 4–6           |
| Vítězka    | 3. | 8. ledna 2005     | Auckland, Nový Zéland     | tvrdý  | Šinobu Asagoeová              | 5–7, 7–5, 6–4      |
| Vítězka    | 4. | 14. srpna 2005    | Stockholm, Švédsko        | tvrdý  | Anastasija Myskinová          | 7–5, 6–2           |
| Finalistka | 3. | 25. září 2005     | Portorož, Slovinsko       | tvrdý  | Klára Koukalová               | 2–6, 6–4, 3–6      |
| Finalistka | 4. | 25. července 2006 | Cincinnati, Spojené státy | tvrdý  | Věra Zvonarevová              | 2–6, 4–6           |
| Finalistka | 5. | 23. září 2007     | Portorož, Slovinsko       | tvrdý  | Taťána Golovinová             | 6–2, 4–6, 4–6      |
| Finalistka | 6. | 25. května 2008   | Štrasburk, Francie        | antuka | Anabel Medinaová Garriguesová | 6–4, 6–7(4–7), 0–6 |

### Čtyřhra: 82 (39–43)
| Stav       | Č.  | Datum              | Turnaj                                | Povrch     | Spoluhráčka                   | Soupeřky ve finále                                             | Výsledek              |
| ---------- | --- | ------------------ | ------------------------------------- | ---------- | ----------------------------- | -------------------------------------------------------------- | --------------------- |
| Vítězka    | 1.  | 19. dubna 1998     | Makarska, Chorvatsko                  | antuka     | Tina Križanová                | Karin Kschwendtová Jevgenija Kulikovská                        | 7–6(7–3), 6–1         |
| Finalistka | 1.  | 12. července 1998  | Maria Lankowitz, Rakousko             | antuka     | Tina Križanová                | Laura Montalvová Paola Suárezová                               | 1–6, 2–6              |
| Vítězka    | 2.  | 16. května 1999    | Antverpy, Belgie                      | tvrdý      | Laura Golarsová               | Louise Plemingová Meghann Shaughnessyová                       | 6–4, 6–2              |
| Vítězka    | 3.  | 18. července 1999  | Palermo, Itálie                       | antuka     | Tina Križanová                | Åsa Carlssonová Sonya Jeyaseelanová                            | 4–6, 6–3, 6–0         |
| Finalistka | 2.  | 26. září 1999      | Lucemburk, Lucembursko                | tvrdý      | Tina Križanová                | Irina Spîrleaová Caroline Visová                               | 1–6, 2–6              |
| Vítězka    | 4.  | 16. dubna 2000     | Estoril, Portugalsko                  | antuka     | Tina Križanová                | Amanda Hopmansová Cristina Torrensová                          | 6–0, 7–6(11–9)        |
| Finalistka | 3.  | 7. května 2000     | Bol, Chorvatsko                       | antuka     | Tina Križanová                | Julie Halardová-Decugisová Corina Morariuová                   | 2–6, 2–6              |
| Finalistka | 4.  | 15. října 2000     | Tokio, Japonsko                       | tvrdý      | Tina Križanová                | Julie Halardová-Decugisová Corina Morariuová                   | 1–6, 2–6              |
| Finalistka | 5.  | 19. listopadu 2000 | Pattaya City, Thajsko                 | tvrdý      | Tina Križanová                | Yayuk Basukiová Caroline Visová                                | 3–6, 3–6              |
| Finalistka | 6.  | 15. dubna 2001     | Estoril, Portugalsko                  | antuka     | Tina Križanová                | Květa Hrdličková Barbara Rittnerová                            | 6–3, 5–7, 1–6         |
| Finalistka | 7.  | 19. srpna 2001     | Toronto, Kanada                       | tvrdý      | Tina Križanová                | Kimberly Po-Messerliová Nicole Prattová                        | 3–6, 1–6              |
| Vítězka    | 5.  | 10. září 2001      | Waikoloa, Spojené státy               | tvrdý      | Tina Križanová                | Els Callensová Nicole Prattová                                 | 6–2, 6–3              |
| Finalistka | 8.  | 24. února 2002     | Bogotá, Kolumbie                      | antuka     | Tina Križanová                | Virginia Ruanová Pascualová Paola Suárezová                    | 2–6, 1–6              |
| Finalistka | 9.  | 3. března 2002     | Acapulco, Mexiko                      | antuka     | Tina Križanová                | Virginia Ruanová Pascualová Paola Suárezová                    | 5–7, 1–6              |
| Vítězka    | 6.  | 17. února 2003     | Bogotá, Kolumbie                      | antuka     | Åsa Svenssonová               | Tina Križanová Tatiana Perebiynisová                           | 6–2, 6–1              |
| Finalistka | 10. | 11. dubna 2004     | Casablanca, Maroko                    | antuka     | Els Callensová                | Marion Bartoliová Émilie Loitová                               | 4–6, 2–6              |
| Finalistka | 11. | 23. května 2004    | Štrasburk, Francie                    | antuka     | Tina Križanová                | Lisa McSheová Milagros Sequeraová                              | 4–6, 1–6              |
| Vítězka    | 7.  | 4. října 2004      | Tokio, Lucembursko                    | tvrdý      | Šinobu Asagoeová              | Jennifer Hopkinsová Mashona Washingtonová                      | 6–1, 6–4              |
| Vítězka    | 8.  | 3. ledna 2005      | Auckland, Nový Zéland                 | tvrdý      | Šinobu Asagoeová              | Leanne Bakerová Francesca Lubianiová                           | 6–3, 6–3              |
| Vítězka    | 9.  | 25. července 2005  | Budapešť, Maďarsko                    | antuka     | Émilie Loitová                | Lourdes Domínguezová Linová Marta Marrerová                    | 6–1, 3–6, 6–2         |
| Vítězka    | 10. | 8. srpna 2005      | Stockholm, Švédsko                    | tvrdý      | Émilie Loitová                | Eva Birnerová Mara Santangelová                                | 6–4, 6–3              |
| Finalistka | 12. | 25. září 2005      | Portorož, Slovinsko                   | tvrdý      | Jelena Kostanićová            | Anabel Medinaová Garriguesová Roberta Vinciová                 | 4–6, 7–5, 2–6         |
| Vítězka    | 11. | 24. října 2005     | Hasselt, Belgie                       | tvrdý (h)  | Émilie Loitová                | Michaëlla Krajiceková Ágnes Szávayová                          | 6–3, 6–4              |
| Vítězka    | 12. | 13. února 2006     | Antverpy, Belgie                      | tvrdý (h)  | Dinara Safinová               | Stéphanie Foretzová Michaëlla Krajiceková                      | 6–1, 6–1              |
| Vítězka    | 13. | 3. dubna 2006      | Amelia Island, Spojené státy          | antuka     | Šinobu Asagoeová              | Liezel Huberová Sania Mirzaová                                 | 6–2, 6–4              |
| Finalistka | 13. | 7. května 2006     | Varšava, Polsko                       | antuka     | Anabel Medinaová Garriguesová | Jelena Lichovcevová Anastasija Myskinová                       | 3–6, 4–6              |
| Finalistka | 14. | 8. září 2006       | US Open, New York, Spojené státy      | tvrdý      | Dinara Safinová               | Nathalie Dechyová Věra Zvonarevová                             | 6–7, 5–7              |
| Finalistka | 15. | 22. října 2006     | Curych, Švýcarsko                     | tvrdý      | Liezel Huberová               | Cara Blacková Rennae Stubbsová                                 | 5–7, 5–7              |
| Finalistka | 16. | 29. října 2006     | Linz, Rakousko                        | tvrdý      | Corina Morariuová             | Lisa Raymondová Samantha Stosurová                             | 3–6, 0–6              |
| Vítězka    | 14. | 1. ledna 2007      | Brisbane, Austrálie                   | tvrdý      | Dinara Safinová               | Iveta Benešová Galina Voskobojevová                            | 6–3, 6–4              |
| Vítězka    | 15. | 8. dubna 2007      | Amelia Island, Spojené státy          | antuka     | Mara Santangelová             | Anabel Medinaová Garriguesová Virginia Ruanová Pascualová      | 6–3, 7–6(7–4)         |
| Finalistka | 17. | 25. května 2007    | French Open, Paříž, Francie           | antuka     | Ai Sugijamová                 | Alicia Moliková Mara Santangelová                              | 6–7, 4–6              |
| Finalistka | 18. | 24. června 2007    | Wimbledon, Londýn, Spojené království | tráva      | Ai Sugijamová                 | Cara Blacková Liezel Huberová                                  | 6–3, 3–6, 2–6         |
| Vítězka    | 16. | 19. srpna 2007     | Toronto, Kanada                       | tvrdý      | Ai Sugijamová                 | Cara Blacková Liezel Huberová                                  | 6–4, 2–6, [10–5]      |
| Finalistka | 19. | 28. října 2007     | Linz, Rakousko                        | tvrdý      | Ai Sugijamová                 | Cara Blacková Liezel Huberová                                  | 2–6, 6–3, [8–10]      |
| Finalistka | 20. | 5. listopadu 2007  | Madrid, Španělsko                     | tvrdý      | Ai Sugijamová                 | Cara Blacková Liezel Huberová                                  | 7–5, 3–6, [8–10]      |
| Vítězka    | 17. | 6. dubna 2008      | Miami, Spojené státy                  | tvrdý      | Ai Sugijamová                 | Cara Blacková Liezel Huberová                                  | 7–5, 4–6, [10–3]      |
| Vítězka    | 18. | 20. dubna 2008     | Charleston, Spojené státy             | antuka     | Ai Sugijamová                 | Edina Gallovitsová-Hallová Olga Govorcovová                    | 6–2, 6–2              |
| Vítězka    | 19. | 12. října 2008     | Moskva, Rusko                         | koberec    | Naděžda Petrovová             | Cara Blacková Liezel Huberová                                  | 6–4, 6–4              |
| Vítězka    | 20. | 26. října 2008     | Linz, Rakousko                        | tvrdý (h)  | Ai Sugijamová                 | Cara Blacková Liezel Huberová                                  | 6–4, 7–5              |
| Vítězka    | 21. | 18. října 2009     | Linz, Rakousko                        | tvrdý      | Anna-Lena Grönefeldová        | Klaudia Jansová Alicja Rosolská                                | 6–1, 6–4              |
| Finalistka | 21. | 21. února 2010     | Dubaj, Spojené arabské emiráty        | tvrdý      | Květa Peschkeová              | Nuria Llagosteraová Vivesová María José Martínezová Sánchezová | 6–7(5–7), 4–6         |
| Vítězka    | 22. | 20. března 2010    | Indian Wells, Spojené státy           | tvrdý      | Květa Peschkeová              | Naděžda Petrovová Samantha Stosurová                           | 6–4, 2–6, [10–5]      |
| Finalistka | 22. | 24. dubna 2010     | Stuttgart, Německo                    | tvrdý      | Květa Peschkeová              | Gisela Dulková Flavia Pennettaová                              | 6–3, 6–7, [5–10]      |
| Finalistka | 23. | 25. května 2010    | French Open, Paříž, Francie           | antuka     | Květa Peschkeová              | Serena Williamsová Venus Williamsová                           | 2–6, 3–6              |
| Finalistka | 24. | 14. června 2010    | Eastbourne, Spojené království        | tráva      | Katarina Srebotniková         | Lisa Raymondová Rennae Stubbsová                               | 2–6, 6–2, [11–13]     |
| Finalistka | 25. | 23. srpna 2010     | Montréal, Kanada                      | tvrdý      | Květa Peschkeová              | Gisela Dulková Flavia Pennettaová                              | 5–7, 6–3, [10–12]     |
| Vítězka    | 23. | 28. srpna 2010     | New Haven, Spojené státy              | tvrdý      | Květa Peschkeová              | Bethanie Matteková-Sandsová Meghann Shaughnessyová             | 7–5, 6–0              |
| Finalistka | 26. | 17. října 2010     | Linz, Rakousko                        | tvrdý (h)  | Květa Peschkeová              | Renata Voráčová Barbora Záhlavová-Strýcová                     | 5–7, 6–7(6–8)         |
| Finalistka | 27. | 31. října 2010     | Dauhá, Katar                          | tvrdý      | Květa Peschkeová              | Gisela Dulková Flavia Pennettaová                              | 5–7, 4–6              |
| Vítězka    | 24. | 8. ledna 2011      | Auckland, Nový Zéland                 | tvrdý      | Květa Peschkeová              | Sofia Arvidssonová Marina Erakovicová                          | 6–3, 6–0              |
| Finalistka | 28. | 14. ledna 2011     | Sydney, Austrálie                     | tvrdý      | Květa Peschkeová              | Iveta Benešová Barbora Záhlavová-Strýcová                      | 6–4, 4–6, [7–10]      |
| Finalistka | 29. | 20. února 2011     | Dubaj, Spojené arabské emiráty        | tvrdý      | Květa Peschkeová              | Liezel Huberová María José Martínezová Sánchezová              | 6–7(5–7), 3–6         |
| Vítězka    | 25. | 26. února 2011     | Dauhá, Katar                          | tvrdý      | Květa Peschkeová              | Liezel Huberová Naděžda Petrovová                              | 7–5, 6–7(2–7), [10–8] |
| Finalistka | 30. | 7. května 2011     | Madrid, Španělsko                     | antuka     | Květa Peschkeová              | Viktoria Azarenková Maria Kirilenková                          | 4–6, 3–6              |
| Vítězka    | 26. | 18. června 2011    | Eastbourne, Spojené království        | tráva      | Květa Peschkeová              | Liezel Huberová Lisa Raymondová                                | 6–3, 6–0              |
| Vítězka    | 27. | 26. června 2011    | Wimbledon, Londýn, Spojené království | tráva      | Květa Peschkeová              | Sabine Lisická Samantha Stosurová                              | 6–3, 6–1              |
| Vítězka    | 28. | 7. srpna 2011      | Carlsbad, Spojené státy               | tvrdý      | Květa Peschkeová              | Raquel Kopsová-Jonesová Abigail Spearsová                      | 6–0, 6–2              |
| Vítězka    | 29. | 8. října 2011      | Peking, Čína                          | tvrdý      | Květa Peschkeová              | Gisela Dulková Flavia Pennettaová                              | 6–3, 6–4              |
| Finalistka | 31. | 30. října 2011     | Istanbul, Turecko                     | tvrdý (h)  | Květa Peschkeová              | Liezel Huberová Lisa Raymondová                                | 4–6, 4–6              |
| Vítězka    | 30. | 13. ledna 2012     | Sydney, Austrálie                     | tvrdý      | Květa Peschkeová              | Liezel Huberová Lisa Raymondová                                | 6–1, 4–6, [13–11]     |
| Finalistka | 32. | 12. srpna 2012     | Montréal, Kanada                      | tvrdý      | Naděžda Petrovová             | Klaudia Jansová-Ignaciková Kristina Mladenovicová              | 5–7, 6–2, [7–10]      |
| Finalistka | 33. | 19. srpna 2012     | Cincinnati, Spojené státy             | tvrdý      | Čeng Ťie                      | Andrea Hlaváčková Lucie Hradecká                               | 1–6, 3–6              |
| Vítězka    | 31. | 11. ledna 2013     | Sydney, Austrálie                     | tvrdý      | Naděžda Petrovová             | Sara Erraniová Roberta Vinciová                                | 6–3, 6–4              |
| Finalistka | 34. | 17. února 2013     | Dauhá, Katar                          | tvrdý      | Naděžda Petrovová             | Sara Erraniová Roberta Vinciová                                | 6–2, 3–6, [6–10]      |
| Finalistka | 35. | 23. února 2013     | Dubaj, Spojené arabské emiráty        | tvrdý      | Naděžda Petrovová             | Bethanie Matteková-Sandsová Sania Mirzaová                     | 4–6, 6–2, [7–10]      |
| Finalistka | 36. | 16. března 2013    | Indian Wells, Spojené státy           | tvrdý      | Naděžda Petrovová             | Jekatěrina Makarovová Jelena Vesninová                         | 0–6, 7–5, [6–10]      |
| Vítězka    | 32. | 31. března 2013    | Miami, Spojené státy                  | tvrdý      | Naděžda Petrovová             | Lisa Raymondová Laura Robsonová                                | 6–1, 7–6(7–2)         |
| Vítězka    | 33. | 22. června 2013    | Eastbourne, Spojené království        | tráva      | Naděžda Petrovová             | Monica Niculescuová Klára Zakopalová                           | 6–3, 6–3              |
| Vítězka    | 34. | 11. srpna 2013     | Toronto, Kanada                       | tvrdý      | Jelena Jankovićová            | Anna-Lena Grönefeldová Květa Peschkeová                        | 5–7, 6–2, [10–6]      |
| Finalistka | 37. | 24. srpna 2013     | New Haven, Spojené státy              | tvrdý      | Anabel Medinaová Garriguesová | Sania Mirzaová Čeng Ťie                                        | 3-6, 4-6              |
| Finalistka | 38. | 16. února 2014     | Dauhá, Katar                          | tvrdý      | Květa Peschkeová              | Sie Šu-wej Pcheng Šuaj                                         | 4-6, 0-6              |
| Vítězka    | 35. | 18. května 2014    | Řím, Itálie                           | antuka     | Květa Peschkeová              | Sara Erraniová Roberta Vinciová                                | 4-0 ret.              |
| Finalistka | 39. | 10. ledna 2015     | Brisbane, Austrálie                   | tvrdý      | Caroline Garciaová            | Martina Hingisová Sabine Lisická                               | 2–6, 5–7              |
| Finalistka | 40. | 26. dubna 2015     | Stuttgart, Německo                    | antuka     | Caroline Garciaová            | Bethanie Matteková-Sandsová Lucie Šafářová                     | 4–6, 3–6              |
| Vítězka    | 36. | 27. června 2015    | Eastbourne, Spojené království        | tráva      | Caroline Garciaová            | Čan Jung-žan Čeng Ťie                                          | 7–6(7–5), 6–2         |
| Finalistka | 41. | 16. srpna 2015     | Toronto, Kanada                       | tvrdý      | Caroline Garciaová            | Bethanie Matteková-Sandsová Lucie Šafářová                     | 1–6, 2–6              |
| Vítězka    | 37. | 18. února 2017     | Dauhá, Katar                          | tvrdý      | Abigail Spearsová             | Olga Savčuková Jaroslava Švedovová                             | 6–3, 7–6(9–7)         |
| Finalistka | 42. | 30. dubna 2017     | Stuttgart, Německo                    | antuka (h) | Abigail Spearsová             | Raquel Atawová Jeļena Ostapenková                              | 4–6, 4–6              |
| Finalistka | 43. | 4. února 2018      | Petrohrad, Rusko                      | tvrdý (h)  | Alla Kudrjavcevová            | Timea Bacsinszká Věra Zvonarevová                              | 6–2, 1–6, [3–10]      |
| Vítězka    | 38. | 9. dubna 2018      | Charleston, Spojené státy             | antuka (z) | Alla Kudrjavcevová            | Andreja Klepačová María José Martínezová Sánchezová            | 6–3, 6–3              |
| Vítězka    | 39. | 26. května 2018    | Norimberk, Německo                    | antuka     | Demi Schuursová               | Kirsten Flipkensová Johanna Larssonová                         | 3–6, 6–3, [10–7]      |

## Postavení na žebříčku WTA na konci roku

### Dvouhra
| Rok    | 1995  | 1996   | 1997   | 1998   | 1999  | 2000   | 2001  | 2002  | 2003  | 2004  | 2005  | 2006  | 2007  | 2008  | 2009   | 2010   |
| Pořadí | 1029. | ▲ 689. | ▲ 308. | ▼ 370. | ▲ 63. | ▼ 119. | ▲ 97. | ▲ 36. | ▼ 39. | ▼ 87. | ▲ 28. | ▲ 23. | ▼ 27. | ▲ 20. | ▼ 424. | ▲ 316. |

### Čtyřhra
| Rok    | 1995 | 1996   | 1997  | 1998  | 2000  | 2001  | 2002  | 2003  | 2004  | 2005  | 2006 | 2007 | 2008 | 2009   | 2010 | 2011 | 2012  | 2013 | 2014  |
| Pořadí | 453. | ▲ 200. | ▲ 77. | ▲ 26. | ▼ 33. | ▲ 20. | ▼ 30. | ▼ 38. | ▼ 49. | ▲ 25. | ▲ 7. | ▲ 4. | ▬ 4. | ▼ 123. | ▲ 6. | ▲ 2. | ▼ 16. | ▲ 6. | ▼ 10. |